# Poeciloconger fasciatus
Poeciloconger fasciatus és una espècie de peix pertanyent a la família dels còngrids.

## Descripció
- Pot arribar a fer 60 cm de llargària màxima.[4][5]

## Hàbitat
És un peix marí, associat als esculls i de clima tropical (28°N-26°S) que viu entre 2 i 32 m de fondària.

## Distribució geogràfica
Es troba a Madagascar, Sulawesi, les illes de la Societat, les illes Hawaii i les illes Marshall.

## Costums
És bentònic.

## Observacions
És inofensiu per als humans.